# The Rascals (Anglia)
The Rascals – brytyjski zespół muzyczny.
The Rascals składa się z trzech osób - Miles Kane (wokal, gitara), Joe Edwards (bas), Greg Mighall (perkusja). Grupa ta powstała na szczątkach kapeli The Little Flames. Ich debiutancki album Rascalize został wydany 16 czerwca 2008, a promują go single Suspicious Wit oraz Freakbeat Phantom.
24 sierpnia 2009 wokalista grupy Miles Kane zaczął pracę nad solową karierą, a co za tym idzie, opuścił zespół The Rascals.